# イヴァンゴロド
イヴァンゴロド（ロシア語: Иванго́род, ラテン文字転写: Ivangorod ロシア語発音: [ɪvɐnˈɡorət]）は、ロシア連邦北西部、レニングラード州の西端にある町。人口は9,861人（2021年）。
かつてはエストニア領であり、当時の名称はヤーニリン（エストニア語: Jaanilinn, ヴォート語: Jaanilidna）。

## 地理
イヴァンゴロドはロシアとエストニアの国境を流れるナルヴァ川の右岸（東側）にある町で、イヴァンゴロド城塞が名高い。川の対岸にはエストニアの都市ナルヴァがある。
タリンとサンクトペテルブルクを結ぶ鉄道、および高速道路M11が国境を越える場所でもある。
サンクトペテルブルクからは西へ159キロメートル。

## 歴史
イヴァンゴロドの城塞（クレムリ）は1492年、イヴァン3世の治世にモスクワ大公国が建てた。城塞の名および都市の名もイヴァン3世にちなんでいる。この一帯はロシアとスウェーデン（バルト帝国）の争奪の対象となり、リヴォニア戦争により1581年から1590年まで、イングリア戦争により1612年から1704年までスウェーデン領であった。1649年まではスウェーデン王からロシア人による自治や特権が認められた都市であったが、同年、対岸のナルヴァに併合されその郊外となり自治は終了し、以後1945年までイヴァンゴロド（ヤーニリン）はナルヴァ市の一部となっていた。大北方戦争によりイヴァンゴロド（ヤーニリン）も含むナルヴァはロシア領となった。
ロシア帝国が革命により崩壊すると、その後の混乱の中でエストニア共和国が独立し、1919年1月にヤーニリンも含むナルヴァ全体を管理下におさめた。ボリシェヴィキ政府とエストニア政府が結んだ1920年のタルトゥ条約では、ナルヴァ川の東岸の帯状の地域がエストニア領として確認された。
第二次世界大戦中の1940年に、ソビエト連邦がバルト諸国占領を行いエストニアをソ連に併合した。1944年にはナルヴァの戦いで赤軍がドイツ軍からナルヴァを奪回、ナルヴァ市のうち川の東岸のヤーニリン（イヴァンゴロド）地区を行政的に分離させた。さらに1945年1月、ソ連政府はナルヴァ川東岸一帯をエストニア・ソビエト社会主義共和国からロシア・ソビエト連邦社会主義共和国に併合している。イヴァンゴロドは1954年に市として認められた。
1991年にエストニアがソ連から独立回復を達成すると、エストニア政府は、1920年に両国政府が調印したタルトゥ条約による国境線のほうが、1945年にソビエト政権が引いた連邦構成共和国間の境界よりも合法的であるとしてナルヴァ川東岸の領有権を主張したが、ロシア政府は現在も有効なのは1945年の決定のほうであるとしてイヴァンゴロドも含むナルヴァ川東岸を統治し続けている。
2014年2月18日、エストニアとロシアの領有権問題について両国外相は、ソ連時代の国境線を追認する（すなわち、エストニア側が領有権主張を放棄する）形での国境画定条約に署名した。これに従ってエストニア議会は国境条約批准プロセスを進めたが、その後はロシア側がエストニアの「反露感情」について抗議を繰り返し、2019年に至っても批准プロセスは停滞したままとなっている。